# Хорватська шахівниця

Щит Хорватського королівства

Хорватська шахівниця (хорв. šahovnica, pronounced [ʃaxǒːʋnit͡sa]) — національний символ Хорватії та хорватів, покриває головний щит хорватського герба, над яким розташована корона з п'ятьма меншими щитами. Квадрати завжди розташовані правильно, вони червоні та білі, хоча порядок історично змінювався.

## Історія

### Фон

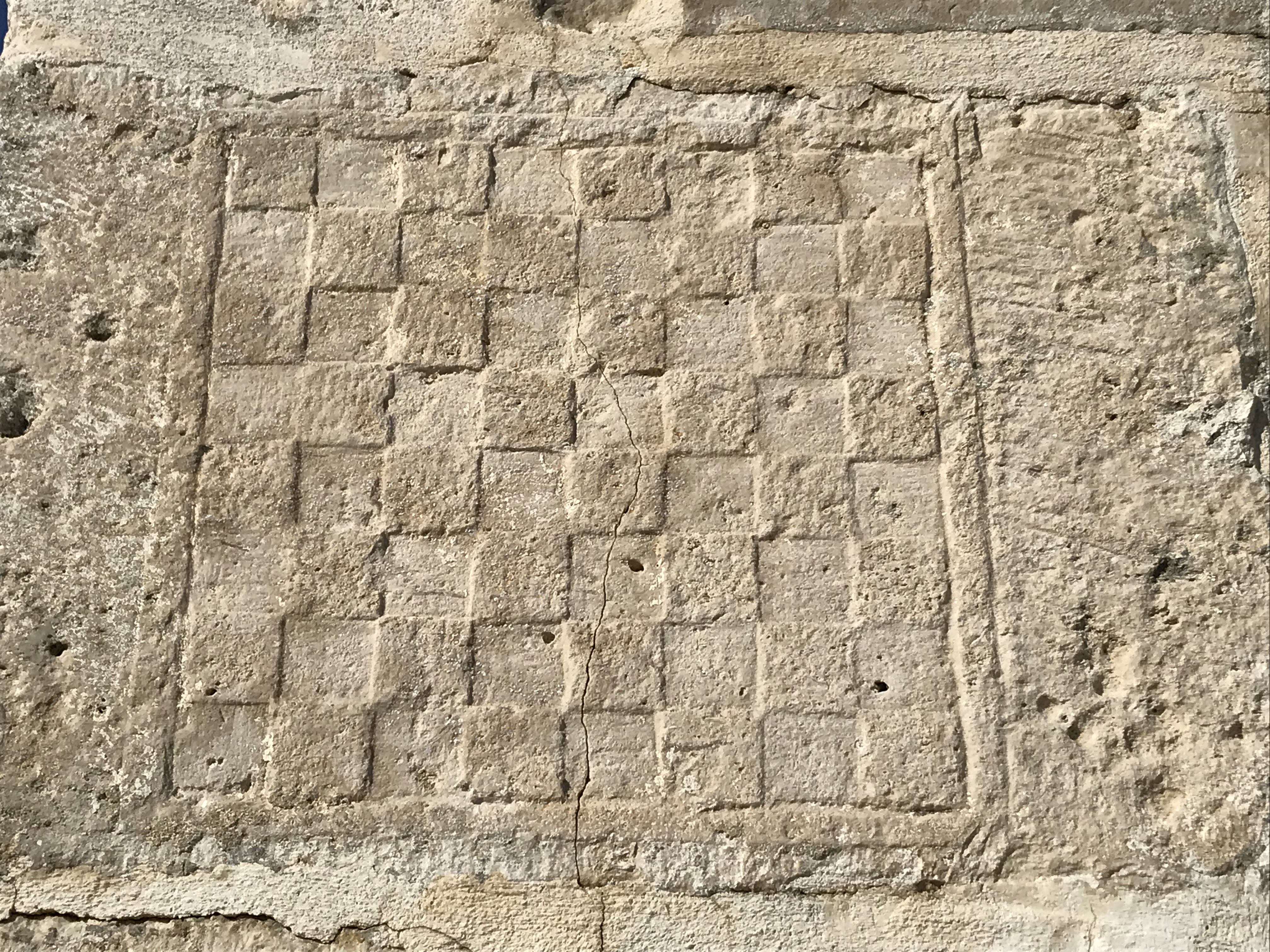
Хорватський квадрат із церкви Св. Люсі, Юрандвор

За однією легендою, хорватський король Степан Држислав був захоплений венеційцями лише для того, щоб викликати дожа П'єтро II Орсеоло на шаховий матч за свою свободу. Далі він виграв усі три партії зазначеного матчу, а в деяких версіях навіть виграв контроль над містами Далмації. Потім він на честь цього тріумфу включив візерунок шахової дошки на свій герб. Проте найдавніші відомі записи цієї історії з'явилися набагато пізніше описаних подій, написані в ширшому літературному контексті романтичного націотворення, і тому їх не можна вважати історичними.
Накладка Євхаристійної зірки з баптистерію XI століття в Спліті та різьблення у шаховому візерунку на дзвіниці церкви Св. Люсі, Юрандвор, як правило, ідентифікуються як найперші приклади шахової дошки.

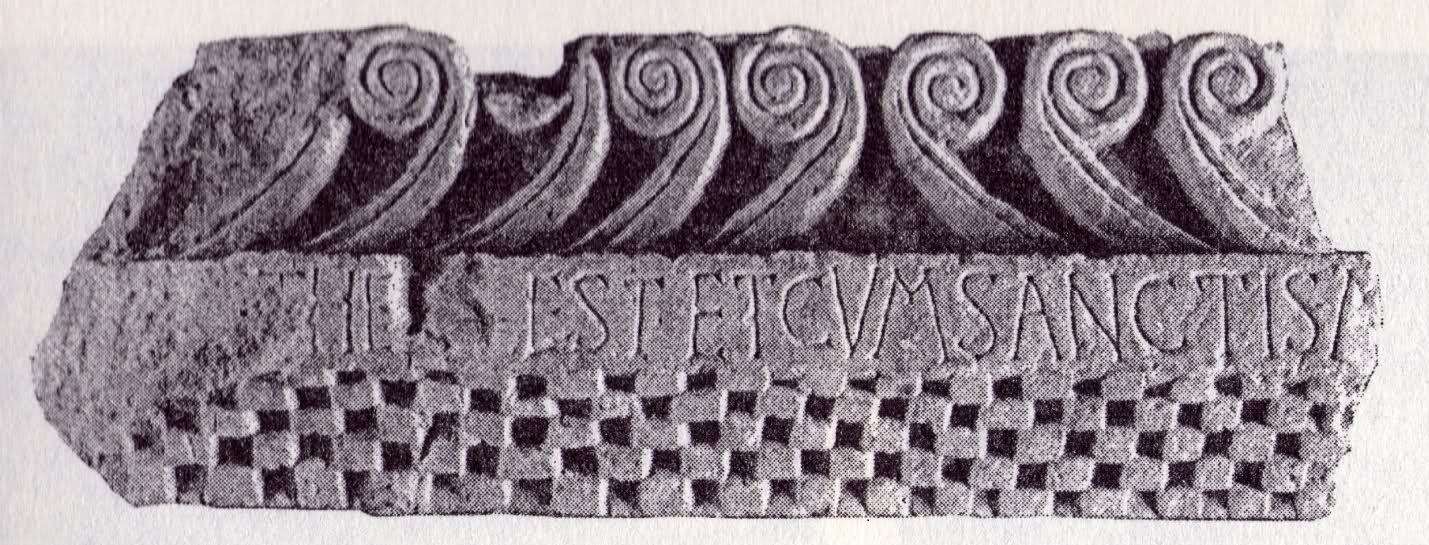
Фрагмент з церкви св. Іоанна з Німфи

Шаховий візерунок спостерігається в архітравах ряду середньовічних церков у Хорватії, в тому числі церков Св. Іоанна з Німфи в Пулі, Св. Віда в Каштелі в Пулі та Св. Іоанна в Біскупії в Помері, де мотиви можуть з'являтися разом з або замість хорватського переплетення.

### Використання в гербі

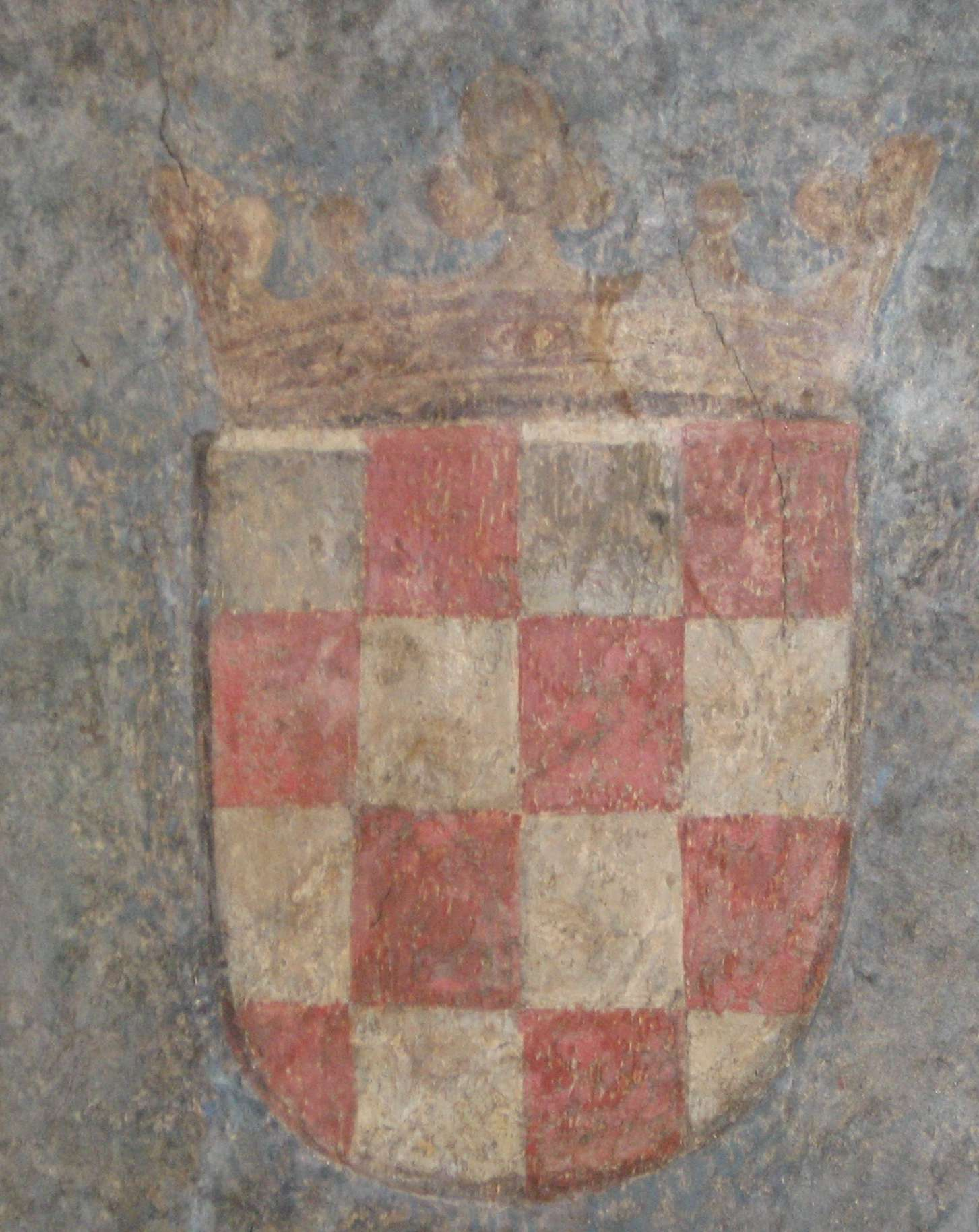
Перший відомий приклад хорватської шахівниці, зображений в Інсбруку, Австрія (1495).

Один із найстаріших гербів Хорватського королівства 1495 року знаходиться в австрійському місті Інсбрук і розташований на передній частині храмового залу на Герцог-Фрідріхштрассе, 35. Передбачається, що створення хорватського герба було стимульовано імператором Максиміліаном I, з часів якого походить герб Інсбрука, а також деякі інші герби, що збереглися в сучасній Німеччині та Австрії.
Передбачається також, що кількість збережених хорватських гербів часів правителя Габсбургів має бути завдячена тому, що Пресбурзький мир від 7 листопада 1491 року передав йому та його дому успадкування угорсько-хорватського престолу у випадку, якщо династія Ягеллонів не матиме законних нащадків чоловічої статі, але також за умови, що Максиміліан I міг би зберегти титул угорського (і хорватського) короля. З цієї причини не було б дивним, що він спричинив появу хорватської шахівниці, якби її не було раніше. Однак Габсбурги стали угорсько-хорватськими королями лише через кілька десятиліть, після виборів у Цетіні 1527 року, тому більш імовірно, що тодішня правляча династія Ягеллонів мала вшановувати використання цього герба.
Співкафедральний собор Успіння Пресвятої Богородиці в Сені містить рельєф 1491 року, який містить герб місцевого шляхтича Людовіка Перовича, який відповідає хорватській шашковій дошці 5x5 або 5x6.
Гроші, надруковані Миколою з Ілока між 1472 і 1475 роками, містять ромбоподібний картатий візерунок на гербі, але ця форма частіше асоціюється з іконографією Патріарха Аквілеї Людовика Тецького.
У деяких тлумаченнях згадується, що білий колір позначає Білу Хорватію, а червоний — Червону Хорватію. Існує також повір'я про значення кольору першого поля в гербі, за яким перше біле поле — це незалежність Хорватії, а перше червоне поле — її підлегле положення, але це повір'я з новіших часів і не має жодного підтвердження в більш ранніх переказах та історичних свідченнях.

## Інше використання

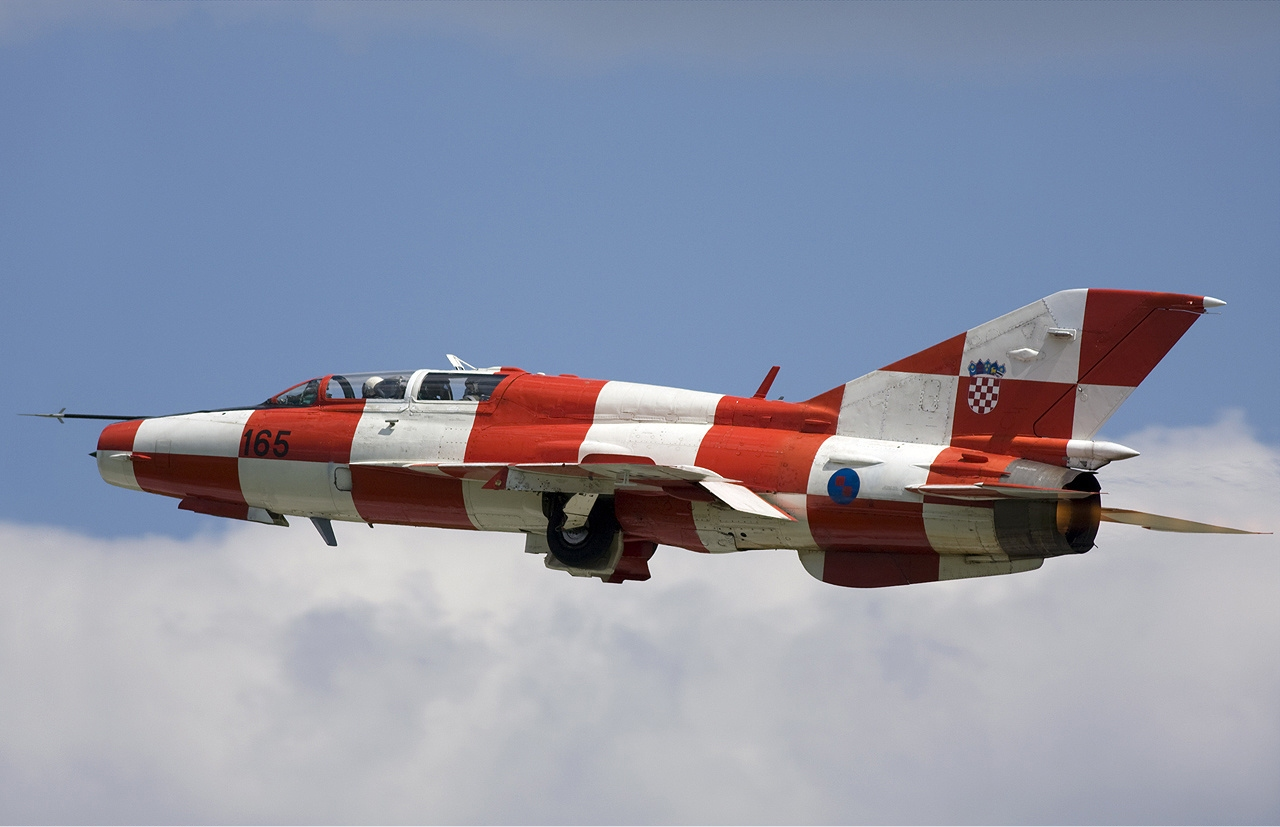
Хорватський МіГ -21 УМД пофарбований у червоно-білу хорватську шахівницю.

Футболки та капелюхи з кліткою широко використовуються хорватськими спортивними фанатами. Також його можна зустріти як прикрасу на різних туристичних сувенірах.

## Галерея

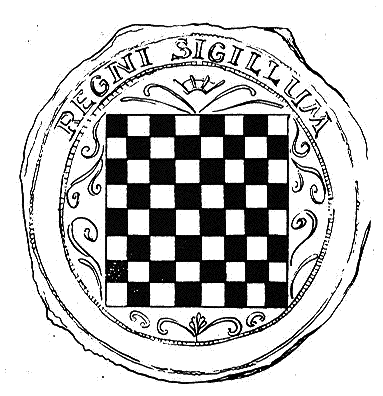
Герб Хорватії, використаний у 1527 році як частина печатки на Цетінградській хартії.
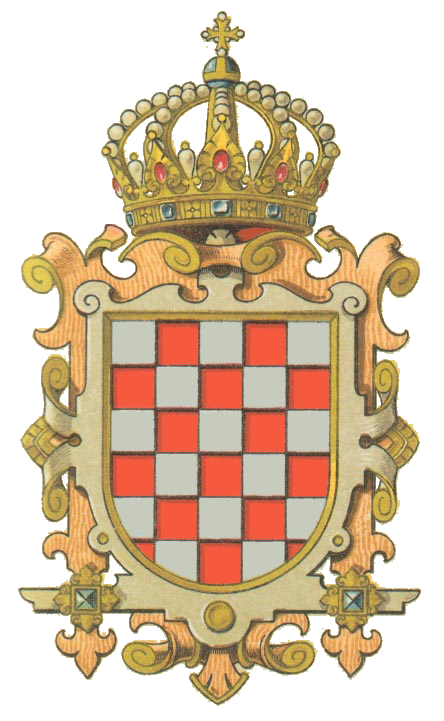
Хорватське королівство (1525-1868).
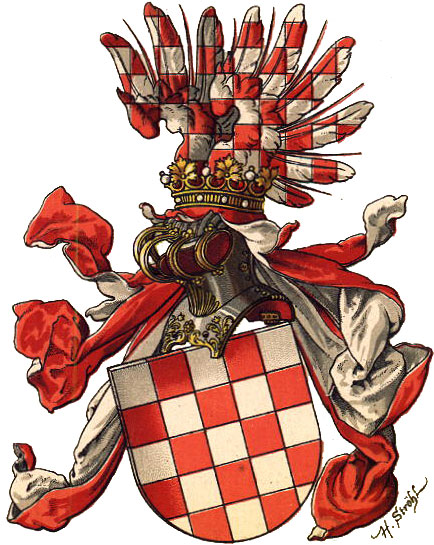
Герб землі хорватської корони (до 1868 р.).
Королівство Хорватія-Славонія (1868–1918).
Герб Транслейтанії (1868-1915).
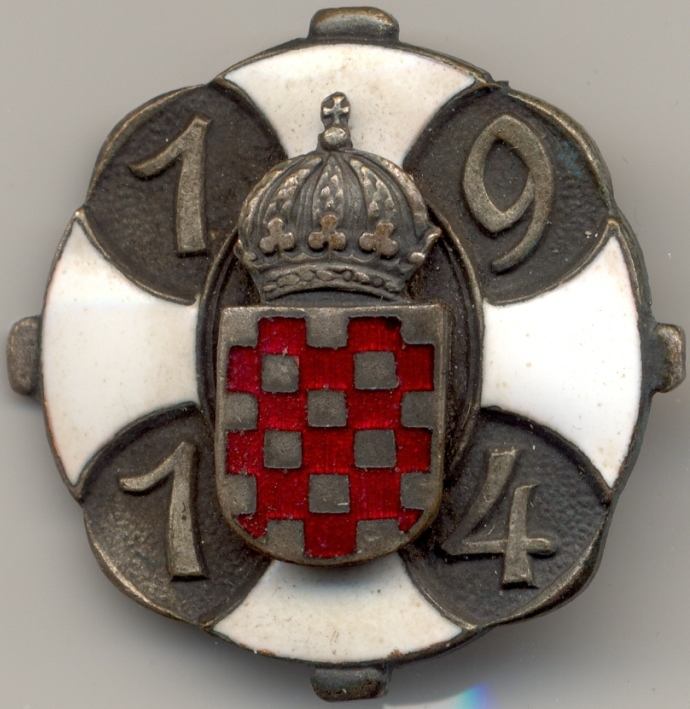
Патріотичний значок 1914 року.
Бановина Хорватія (1939–1943).
Більша версія Бановини Хорватії (1939–1943).
Незалежна Держава Хорватія (1941–1945).
Соціалістична Республіка Хорватія (1947–1990).
Ранній герб Республіки Хорватія (1990).
Герб Хорватії після 1990 року.

## Див. також

Герб Яворського князівства, керованого П'ястом князівства Сілезького регіону, одного з багатьох, що містять шахівницю у західнослов'янській геральдиці.